# Yvo Calleros
Yvo Nahuel Calleros Rébori, noto semplicemente come Yvo Calleros (Nueva Palmira, 14 marzo 1998), è un calciatore uruguaiano, centrocampista del Plaza Colonia.

## Caratteristiche tecniche
È un centrocampista centrale.

## Carriera
Cresciuto nel settore giovanile del Plaza Colonia, ha debuttato in prima squadra il 3 marzo 2018 disputando l'incontro di Segunda División Profesional pareggiato 1-1 contro il Central Español.